# WebGL
WebGL (Web-based Graphics Library) — кроссплатформенный API для отображения 3D-графики в браузере, разрабатываемый некоммерческой организацией Khronos Group. WebGL использует язык программирования шейдеров GLSL. WebGL исполняется как элемент HTML5 и поэтому является полноценной частью объектной модели документа (DOM API) браузера. Может использоваться с любыми языками программирования, которые умеют работать с DOM API, например, JavaScript, Rust, Java, Kotlin и другими. Все ведущие разработчики браузеров Google (Chrome), Mozilla (Firefox), и Apple (Safari) являются членами Khronos и реализуют WebGL в своих браузерах. За счёт использования низкоуровневых средств поддержки OpenGL часть кода на WebGL может выполняться непосредственно на видеокартах.
WebGL — это контекст элемента canvas HTML, который обеспечивает API 3D-графики без использования плагинов. Первая спецификация была выпущена 3 марта 2011 года. Современная версия 2.0 (несовместима с версией 1.0) доступна с 27 февраля 2017 года.

## Принципы
API построена на основе OpenGL ES 2.0 и даёт возможность реализации 3D-графики в браузере, использует HTML5-элемент canvas, также оперирует DOM. Автоматическое управление памятью предоставляется языком JavaScript.

## Версии
- WebGL 1.0 — Построена на основе OpenGL ES 2.0, для шейдеров поддерживается язык GLSL ES версии 1.00[9].
- WebGL 2.0 — Построена на основе OpenGL ES 3.0, для шейдеров поддерживается язык GLSL ES версии 1.00 и 3.00[10].

## Реализация
- Mozilla Firefox — WebGL был включён на всех платформах, у которых есть нужная графическая карта с актуальными драйверами, начиная с версии 4.0[11].
- Google Chrome — WebGL включён по умолчанию во всех версиях, начиная с 9[12].
- Safari — экспериментально поддерживает WebGL, начиная с версии 5.1, полная поддержка реализована и включена по умолчанию в версии 8.0.
- Opera — WebGL реализован в версии Opera 12.0, но отключён по умолчанию.
- Internet Explorer — начиная с Internet Explorer 11 WebGL официально поддерживается[13]. До выхода 11 версии независимыми разработчиками были выпущены плагины Chrome Frame и IEWebGL, предусматривающие опции, необходимые для поддержки WebGL в Internet Explorer.

### Мобильные браузеры
- Maemo 5 — WebGL доступен во встроенном браузере microB начиная с версии прошивки PR1.2 (май 2011)[14].
- BlackBerry PlayBook — WebGL доступен посредством WebWorks и браузера в PlayBook OS 2.0[15].
- Google Chrome — WebGL доступен для Android-устройств в бета-версиях начиная с января 2013[16].
- Firefox for mobile — WebGL доступен для Android устройств в бета-версиях с начала 2011[17].
- Sony Ericsson Xperia — многие устройства на базе Android имеют поддержку WebGL после обновления прошивки[18].
- Opera Mobile 12 final поддерживает WebGL (только на Android)[19].
- Safari для iOS — поддержка реализована в версии 8.0[20].

## Рабочая группа
В состав рабочей группы, разрабатывающей стандарт, входят: Khronos Group, разработчики браузеров Apple Safari, Google Chrome, Mozilla Firefox и Opera, а также специалисты AMD и Nvidia.

## История
WebGL возник из экспериментов над Canvas 3D Владимира Вукичевича (Vladimir Vukićević) из Mozilla, разработавшего прототип Canvas 3D в 2006 году. В конце 2007 года и Mozilla, и Opera создали свои собственные отдельные реализации.
В начале 2009 года Mozilla и Khronos организовали рабочую группу WebGL, 10 декабря 2009 года консорциум опубликовал первую черновую спецификацию WebGL. Председатель группы Арун Ранганатан заявил, что завершение работы над спецификацией ожидается в первом квартале 2010 года. Окончательная ревизия первой редакции спецификаций была представлена 3 марта 2011 года в Сан-Франциско.
Разработка следующей версии спецификации началась в 2013 году. Стандарт WebGL 2.0, базирующийся на OpenGL ES 3.0, был ратифицирован консорциумом Khronos в январе 2017 г.. Новая версия стандарта была реализована в браузерах Firefox 51, Chrome 56 и Opera 43.

## Безопасность
В июне 2011 года корпорация Microsoft выразила свою обеспокоенность с точки зрения безопасности технологии WebGL, сославшись на чрезмерные по её мнению права доступа к оборудованию и ненадёжность механизмов защиты от отказа от обслуживания (DoS). Вице-президент Mozilla Марк Шавер отверг критику Microsoft, назвав представленные аргументы преувеличенными. Он также отметил наличие у Microsoft собственной 3D веб-технологии Silverlight 5, основанной на тех же принципах, что и WebGL, которую, тем не менее, Microsoft считает достаточно надёжной. Позднее Microsoft изменила своё отношение к технологии WebGL, реализовав её поддержку в своём браузере Internet Explorer 11.
Корпорация Apple, несмотря на затягивания решения о поддержке WebGL в браузере Safari по причинам безопасности, объявила о принятии такого решения на конференции WWDC в 2014 г.

## Библиотеки
Для упрощения разработки WebGL-приложений существуют различные фреймворки и библиотеки. Первой общедоступной стала библиотека WebGLU. Среди других библиотек для WebGL — GLGE, C3DL, Copperlicht, SpiderGL, gwt-g3d (обёртка для GWT), SceneJS, X3DOM, Processing.js, Babylon.js, Three.js, Turbulenz, OSGJS, XB PointStream и CubicVR.js.
Blend4Web позволяет визуально редактировать контент для WebGL в открытом пакете 3D моделирования и анимации Blender и экспортировать его для работы в браузерах за одну операцию.
Verge3D — WebGL рендерер, экспортирующий сцены напрямую из стандартных редакторов (поддерживаются Autodesk 3ds Max и Blender) с возможностью добавления интерактивных сценариев без программирования.

## Слой совместимости ANGLE
ANGLE (Almost Native Graphics Layer Engine) — библиотека, выпущенная под лицензией BSD, которая позволяет переводить содержимое WebGL в OpenGL ES 2.0, вызывать API DirectX 9 и 11, которые взаимодействуют с платформами Microsoft Windows без необходимости в дополнительных драйверах OpenGL. Используется по умолчанию в браузерах Google Chrome и Firefox.